# Polizeiruf 110: Per Anhalter
Per Anhalter ist ein deutscher Kriminalfilm von Hans Joachim Hildebrandt aus dem Jahr 1974. Der Fernsehfilm erschien als 21. Folge der Filmreihe Polizeiruf 110.

## Handlung
Oberleutnant Peter Fuchs ist einer Gruppe von Halbstarken auf der Spur. Sie haben zunächst Straßenschilder, später Telefonzellen zerstört, und nun innerhalb von zwei Wochen zwei Straßenbahnwaggons. Vera Arndt wiederum geht der Anzeige eines Försters nach. Er traf in einer Schonung auf eine junge Frau, einen älteren Herrn und ein Auto. Der Mann wird vernommen und berichtet schließlich die ihm peinliche Angelegenheit: Er nahm eine angebliche Studentin im Auto mit, sie habe ihm Avancen gemacht, und so sei er schließlich mit ihr in den Wald gefahren. Dort habe sie sich geziert und sei davongelaufen. Als er zum Wagen zurückkam, fehlte seine Jacke, doch habe er seine Brieftasche immer im Auto versteckt.
Die Jugendbande wird von Rolf Schmitter, genannt „Rolle“, angeführt. Zu ihr gehören auch Puster, Spatz, Kralle, die alleinerziehende Mutter Emma sowie Henne, der neu zur Gruppe hinzugestoßen ist. Er konnte wegen schlechter Noten nicht seinen gewünschten Berufsweg einschlagen. Nun sucht er die Schuldigen in der Gesellschaft. Er muss sich in der Gruppe zunächst beweisen und zerstört auf Anweisung von Rolle eine Telefonzelle. Anschließend gilt er als aufgenommen. Später demoliert die Gruppe dann die Waggons, nachdem sie in einer Disko als bekannte Randalierer abgewiesen worden sind. Rolle ist der Polizei bereits bekannt, da er einmal wegen Ruhestörung angezeigt worden ist. Seine Mutter, die ihn nach zu spätem Heimkommen angeschrien hatte, deckte ihn jedoch in der Vernehmung und verschaffte ihm ein Alibi.
Rolle lernt während seiner Arbeit als Fensterputzer in einer Villa die 16-jährige, frühreife Susanne kennen. Sie flirtet mit ihm und lädt ihn schließlich ein, mit ihr den Urlaub auf der Datsche ihrer Eltern zu verbringen. Emma wird als Aufpasser mitgenommen. Susannes Eltern wiederum sind in Warna im Urlaub und auch sonst oft auf Reisen, sodass die pubertierende Susanne weitgehend sich selbst überlassen ist. Auf sie passt tagsüber eine schon ältere Tante auf.
Im Urlaub besorgen sich Susanne und Rolle mit einem Trick Geld: Susanne fährt bei älteren Herren per Anhalter mit, flirtet mit ihnen und lässt sie im Wald parken. Sie ziert sich anschließend und lässt am Ende Rolle als Beschützer erscheinen. Der wiederum macht den Männern klar, dass Susanne noch minderjährig ist. Die so erpressten Männer bezahlen ein Schweigegeld und verzichten auf eine Anzeige. Bei Walter Kraus jedoch eskaliert die Situation und Rolle schlägt ihn brutal zusammen. Walter Kraus erleidet eine Nierenkolik, doch Rolle lässt ihn im Straßengraben liegen. Erst über lange Befragungen kann Vera Arndt Walter Kraus den Tathergang entlocken. Die Beschreibung des Mannes erinnert Peter Fuchs an Rolle, der jedoch verschwunden ist und auch nicht mehr bei der Arbeit erscheint.
Auch die Jugendbande ist bereits 14 Tage ohne ihren Anführer, als Puster den Einbruch in die an dem Tag geschlossene Diskothek vorschlägt, zu der sämtliche Bandenmitglieder Zutrittsverbot haben. Sie wollen die Kasse stehlen. Henne wird vorgeschickt. Es finden an dem Tag jedoch Proben in der Disko statt und Henne wird gestellt. Sein Bruder arbeitet gerade vor Ort und erkennt ihn, doch Henne gelingt die Flucht. Die Polizei fahndet nun nach ihm, der zu Rolle, Susanne und Emma flieht. Rolle plant nun, mit Henne über Berlin in den Westen zu fliehen und überzeugt ihn, mit der dortigen Freiheit selbst entscheiden zu können, ob er arbeiten oder rumgammeln will. Susanne hat von der Gruppe genug und lässt Henne den Wartburg 353 ihrer Eltern zurück zur Villa fahren. Rolle nutzt die Gelegenheit und stiehlt Wertsachen aus den Schränken der Familie. Als er sich mit Henne trifft, will der nicht mehr an ungesetzlichen Aktionen beteiligt sein und aussteigen. Rolle schlägt Henne zusammen. Puster, Spatz und Kralle werden unterdessen verhaftet, als sie aus Langeweile ein älteres Ehepaar zusammenschlagen und ausrauben.
Die Polizei hat sich von den Diskobetreibern die Namen der Personen geben lassen, die Hausverbot in der Disko haben. So kommen sie Emma auf die Spur, die schließlich den Treffpunkt von Rolle und Henne nennt. Dort wird der verletzte Henne gefunden. Rolle wiederum wird gestellt, als seine Mutter aus seiner Wohnung Geld für ihn holen will. Susanne wird verhaftet, als sie zu ihren Eltern zurückkehrt. Alle Bandenmitglieder werden zu Haftstrafen bis zu acht Jahren verurteilt; Susanne muss die Schule kurz vor dem Abitur verlassen und eine Ausbildung beginnen. Das Kind der alleinerziehenden Emma wächst fortan im Heim auf.

## Produktion
Per Anhalter wurde vom 21. August bis 6. Oktober 1973 in Berlin und Umgebung, Hüttenrode und Wernigerode gedreht. Die Diskothek Sputnik im Film gab es unter dem Namen tatsächlich. Die Kostüme des Films schuf Christel Richter, die Filmbauten stammen von Heinz Zeise. Der Film erlebte am 27. Januar 1974 im 1. Programm des Fernsehens der DDR seine Fernsehpremiere.
Es war die 21. Folge der Filmreihe Polizeiruf 110. Oberleutnant Peter Fuchs ermittelte in seinem 15. Fall, Oberleutnant Jürgen Hübner in seinem 8. Fall, Leutnant Vera Arndt in ihrem 17. Fall und Kriminalmeister Lutz Subras in seinem 7. Fall. Es war das einzige Mal, dass die Ermittler Fuchs, Arndt, Hübner und Subras gemeinsam in einer Polizeiruf-Folge auftraten.
Im Film sind verschiedene Lieder zu hören. In der Disko Sputnik laufen die Lieder Der Witz von der Klaus Renft Combo, Blues von Veronika Fischer & Panta Rhei und Mama Loo in einer Coverversion des Horst-Krüger-Septetts. Während des Urlaubs in der Datsche hören Rolle, Susanne und Emma Geh zu ihr von den Puhdys.
Jugendkriminalität war in der Filmreihe bisher eher am Rand behandelt worden. Per Anhalter sucht dem nun „durch eine Konzentration aller nur denkbaren Untaten jugendlicher Straftäter entgegenzuwirken.“ Gute Jugendliche werden dabei plakativ den schlechten gegenübergestellt, die Verantwortung für die Entwicklung der Kinder wird im Film ausschließlich den Eltern gegeben. Während die Kritik „die Milieuzeichnung der Jugendszene um die Mitte der siebziger Jahre [als] durchaus stimmig“ bezeichnete, wird Regisseur Hildebrandt als Vertreter der älteren Generation angesehen, der „nicht ideal für die Realisierung eines solchen Stoffes“ war.